# Diego Manuel Rodríguez
Diego Manuel Rodríguez, vollständiger Name Diego Manuel Rodríguez Da Luz (* 8. August 1986 in Montevideo), ist ein uruguayischer ehemaliger Fußballspieler.

## Karriere

### Verein
Der 1,76 Meter große Defensivakteur Rodríguez gehörte mindestens seit der Clausura 2003 bis in die Clausura 2008 dem Erstligakader des Club Atlético Peñarol an. 2003 wurden die „Aurinegros“ Uruguayischer Meister. In der Spielzeit 2008/09 stand er in Italien beim FC Bologna unter Vertrag und bestritt sieben Spiele in der Serie A. Ein Tor erzielte er nicht. Anschließend war er in der Apertura 2009, der Clausura 2010 und der Apertura 2010 für den argentinischen Erstligaklub Club Atlético Huracán aktiv und wurde in diesen drei Spielrunden 38-mal in der Primera División eingesetzt. Dabei schoss er drei Tore. 2011 folgte ein Engagement bei Defensor Sporting in Montevideo, wo er bis 2014 unter Vertrag stand. Insgesamt absolvierte er dort 38 Partien in der Primera División und schoss ein Tor (Saison 2010/11: 9 Spiele (kein Tor); 2011/12: 23 (1); 2012/13: 6 (0); 2013/14: 0 (0)). Zudem lief er in acht Begegnungen der Copa Libertadores auf. Dabei blieb er ohne persönlichen Torerfolg. Nachdem er in seiner letzten Spielzeit bei den Montevideanern überhaupt nicht mehr zum Zug gekommen war, schloss er sich während der Saison 2013/14 im Jahr 2014 dem Liga- und Stadtrivalen River Plate Montevideo an. Bis zum Saisonende bestritt er dort noch zwölf Partien in der Primera División und traf einmal ins gegnerische Tor. In der Saison 2014/15 wurde er in 21 Erstligaspielen (ein Tor) und vier Begegnungen (kein Tor) der Copa Sudamericana 2014 eingesetzt. Für die Spielzeit 2015/16 stehen 15 weitere Erstligaeinsätze (kein Tor) und vier (kein Tor) in der Copa Libertadores 2016 für ihn zu Buche. In der Saison 2016 kam er in zwölf Erstligaspielen (kein Tor) zum Einsatz.

### Nationalmannschaft
Rodríguez gehörte der von Jorge Da Silva trainierten U-17-Auswahl Uruguays an, die an der U-17-Südamerikameisterschaft 2003 in Bolivien teilnahm und den 4. Platz belegte.

## Erfolge
- Uruguayischer Meister: 2003